# União Postal das Américas, Espanha e Portugal
A União Postal das Américas, Espanha e Portugal (UPAEP) é uma instituição internacional, sediada em Montevidéu, no Uruguai, voltada para assuntos postais entre os países membros e compõe a União Postal Universal.

## História
Em 1838 é assinado, em Bogotá, o tratado postal ratificado por Equador, Venezuela e Colômbia e desde 1864 vários países das Américas organizaram a criação de uma união postal e assim, foi fundada em 1911, com a denominação oficial de União Postal Sul Americana e que a partir de 1921 passou a admitir membros das Américas Central e do Norte e em 1926, a Espanha passa a compor a entidade; em 1931, recebe a adesão do Canadá e do Haiti, e finalmente em 1991 Portugal entra na entidade e a mesma passa a ter a configuração jurídica atual.

## Membros
| - Argentina (Correo Argentino) - Aruba (Post Aruba) - Bolívia (Empresa de Correos de Bolivia) - Brasil (Correio do Brasil) - Canadá (Canada Post) - Chile (Correos de Chile) - Colômbia (Servicios Postales Nacionales) - Costa Rica (Correos de Costa Rica) - Cuba (Empresa de Correos de Cuba) - Curaçau (Bureau Telecommunications and Post) - República Dominicana (Instituto Postal Dominicano) - Equador (Correos del Ecuador) - El Salvador (Dirección General de Correos) - Estados Unidos (United States Postal Service) | - Espanha (Correos) - Guatemala (Correo de Guatemala) - Haiti (Office des Postes d'Haïti) - Honduras (Honducor) - México (Correos de México) - Nicarágua (Nicaraguan Postal Service) - Panamá (Correos y Telégrafos Nacionales de Panamá) - Paraguai (Correo Nacional Paraguayo) - Peru (SERPOST) - Portugal (Correios de Portugal) - Suriname (Surinaams Postbedrijf) - Uruguai (Correo Uruguayo) - Venezuela (IPOSTEL) |

## Congressos e fóruns

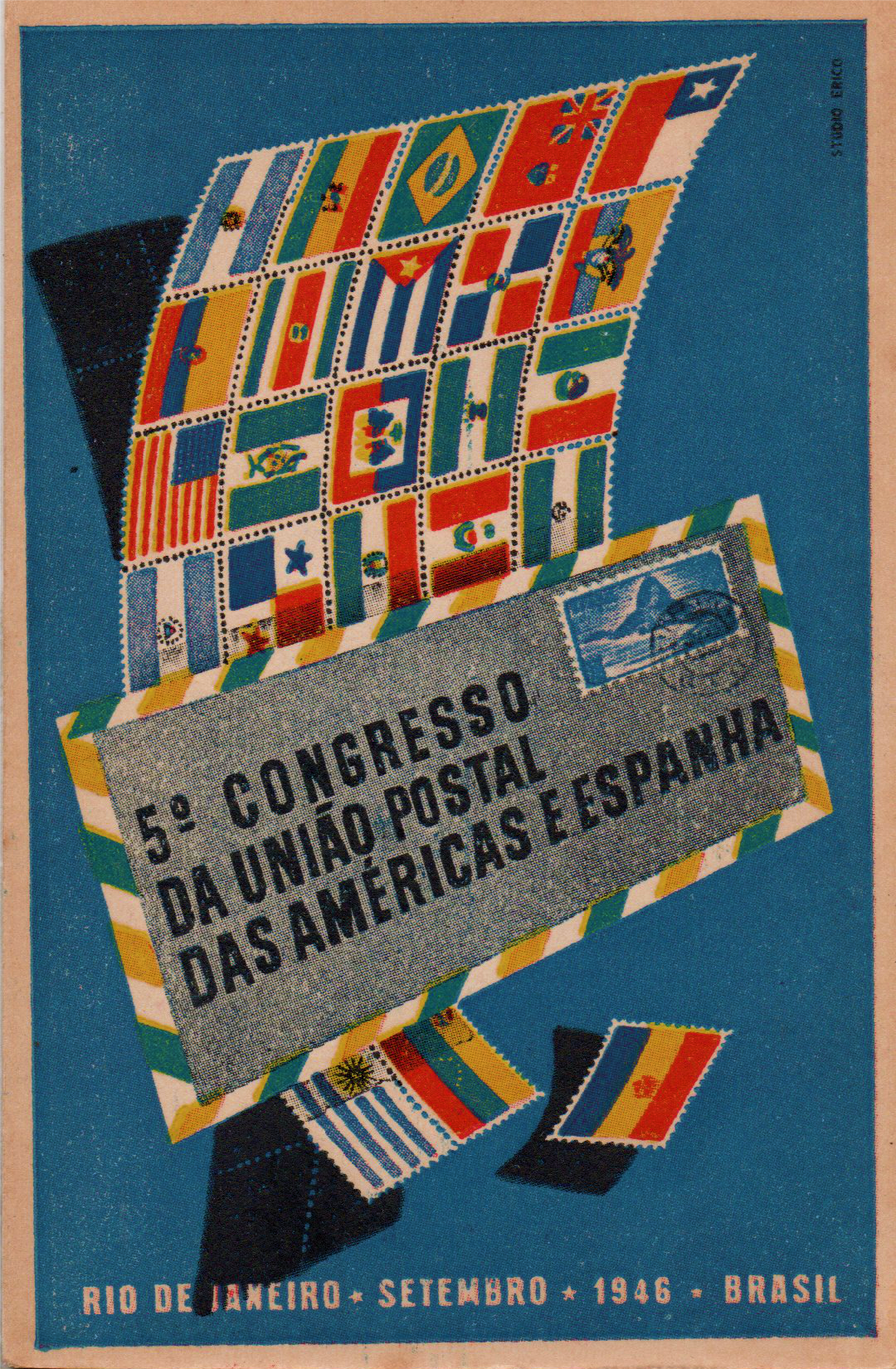
Cartão do V Congresso Postal das Américas e Espanha.

Em 1946 realizou-se no Rio de Janeiro entre 2 e 25 de setembro o V Congresso da União Postal das Américas e Espanha, oportunidade em que o Correio do Brasil emitiu um selo postal alusivo ao evento.
Em 2018 realizou-se o Fórum de Negócios Postais da Região Americana.